# 5 cm KwK 38
5 cm KwK 38 L / 42 (från 5 cm Kampfwagenkanone 38 L / 42) var en tysk 5 cm stridsvagnskanon utvecklad och tillverkad av Rheinmetall-Borsig AG i Unterlüß under andra världskriget. Kanonen användes för att utrusta Panzerkampfwagen III versionerna ausf F till och med ausf J.
| Amumunition | Vikt     | Mynnings hastighet | Genomslag i pansar vid 30° vinkel | Genomslag i pansar vid 30° vinkel | Genomslag i pansar vid 30° vinkel | Genomslag i pansar vid 30° vinkel | Genomslag i pansar vid 30° vinkel |
| Amumunition | Vikt     | Mynnings hastighet | 100 m                             | 500 m                             | 1000 m                            | 1500 m                            | 2000 m                            |
| ----------- | -------- | ------------------ | --------------------------------- | --------------------------------- | --------------------------------- | --------------------------------- | --------------------------------- |
| Pzgr39      | 2,06 kg  | 685 m/s            | 54                                | 46                                | 36                                | 28                                | 22                                |
| Pzgr40      | 0,925 kg | 1060 m/s           | 96                                | 58                                | -                                 | -                                 | -                                 |